# Američki kvartalni konj
Američki kvartalni konj, ili kvartalni konj, američka je rasa konja koja se ističe na sprinterskim kratkim razdaljinama. Ime mu je izvedeno po sposobnosti da nadmaši druge rase konja u trkama na četvrt milje ili manje; neki su ostvarili brzine do 55 mph (88,5 km/h). Razvoj kvartalnog konja seže do 1600-ih.
Američki kvartalni konj je najpopularnija pasmina u Sjedinjenim Državama u današnje vreme, a Američka kvartalnokonjska asocijacija održava najveći registar ove pasmine na svetu, sa gotovo 3 miliona živih američkih kvartalnih konja registrovanih 2014. godine. Američka kvartalnokonjska asocijacija je isto tako poznata po trkačkim konjima i po svojim rodeo performansama, konjskim revijama, kao i radnim rančerskim konjima.
Kompaktno telo američkog kvartovskog konja dobro je prilagođeno zamršenim i brzim manevrima potrebnim za obuzdavanje, „rezanje” radnog konja goveđeg krda, trke oko bačvi, vezivanja teleta i druge događaje vestern jahanja, posebno one koji uključuju živu stoku. Američki kvartalni konj se takođe koristi u engleskim disciplinama, vuči kola, šou skakanju, dresuri, lovu i mnogim drugim konjičkim aktivnostima.

## Istorija pasmine

### Kolonijal era
Tokom 1600-ih na istočnoj obali onoga što su danas Sjedinjene Države počelo se sa uzgojem uvezenih engleskih čistokrvnih konja ukrštenih s izabranim „domaćim” konjima.
Jedna od najpoznatijih među tim ranim uvozima bila je Džanus, čistokrvna kobila koja je bila unuka godolfskog arapina. Ona je oždrebljena 1746. godine, a uvezena u kolonijalnu Virdžiniju 1756. Uticaj čistokrvnih konja poput Džanus doprineo je genima ključnim za razvoj kolonijalnog „kvartalnog konja”. Rezultirajući konj je bio mali, izdržljiv i brz. On je korišten je kao radni konj tokom nedelje i kao trkački konj vikendom.
Kako su ravne trke postale popularne među kolonistima, kvartalni konj je stekao još veću popularnost kao sprinter na stazama koje su, po potrebi, bile kraće od klasičnih trkačkih staza u Engleskoj. Ovi kursevi često nisu bili ništa više od običnog deo puta ili ravnog dela otvorene zemlje. Kada su se takmičili protiv čistokrvnih konja, lokalni sprinteri su često pobeđivali. Kako su čistokrvne pasmine postajale uspostavljene u Americi, mnogi kolonijalni kvartalni konji su uključeni u originalne američke zapisnike o poreklu konja. Ovo je započelo dugu povezanost između čistokrvne pasmine i onoga što će kasnije postati zvanično poznato kao „kvartalni konj”, nazvan po trkačkoj udaljenosti od 1⁄4 mi (0,40 km) na kojoj se isticao. Neki kvartalni konji su galopirali brzinom i do 55 mph.

### Ekspanzija na zapad
U 19. veku, pionirima koji su krenuli na zapad bio je potreban izdržljiv, voljan konj. Na Velikim ravnicama doseljenici su naišli na konje koji su poticali od španskog krda koje su Ernan Kortesa i drugi konkvistadori uveli su u vicekraljevstvo Nove Španije, koje danas obuhvataju jugozapad Sjedinjenih Država i Meksiko.
Konji sa Zapada uključuju stada divljih životinja poznatih kao Mustanzi, kao i konje koje su pripitomili Indijanci, uključujući plemena Komanči, Šošoni i Nez Pers.  Dok je kolonijalni kvartalni konj bio ukršten sa tim zapadnim konjima, pioniri su otkrili da je novi ukrštenik imao urođeni „kravji smisao”, prirodni instinkt za rad sa govedima, što ga je učinilo popularnim kod stočara na rančevima.

### Razviće kao posebna pasmina
Neki od ranih osnivačkih predaka kvartarnog konja su bili Stil Dast, oždrebljen 1843; Šajlo (ili Old Šajlo), oždrebljen 1844; Old Kold Dek (1862); Loks Rondo, jedan od mnogih „Rondo” konja, oždrebljen 1880; Old Bili — opet, jedan od mnogih „Bili” konja — oždrebljen oko 1880; Traveler, pastuh nepoznatog uzgoja za koga je poznato da je bio u Teksasu do 1889; and Peter Makju, oždrebljen 1895, registrovan kao čistokrvan, mada spornog pedigrea. Još jedan rani osnivački pastuv ove pasme bio je Koperbotom, oždrebljen 1828. godine, čija loza potiče od Bajerli Turka, osnivačkog pastuva čistokrvne konjske pasmine.
Glavna dužnost rančevnog konja na Američkom Zapadu bio je rad sa stokom. Čak i nakon pronalaska automobila, konji su i dalje bili nezamenljivi za rukovanje stokom na otvorenom. Stoga su glavni goveđi rančevi u Teksasu, kao što su King ranč, 6666 ranč (Četiri šestice) i Vagoner ranč, igrali značajnu ulogu u razvoju modernog kvartalnog konja. Veštine potrebne kaubojima i njihovim konjima postale su temelj rodea, takmičenja koje je počelo neformalnom konkurencijom kauboja, i proširilo se u glavni takmičarski događaj širom zapada. Do danas, kvartalni konj dominira u događajima koji zahtevaju brzinu kao i sposobnost rukovanja stokom.
Sprint trke takođe su bile popularna zabava za vikend, i trke su postale izvor ekonomske dobiti za uzgajivače. Kao rezultat toga, više čistokrvne krvi je dodato u razvoju pasmine američkog kvartalnog konja. Ova pasmina je isto tako imala koristi od dodavanja arapskih, morganskih, pa čak i standardno-krvnih loza.
Godine 1940. Američko kvartalnokonjsko udruženje (AKHA) osnovala je grupa konjanika i rančera iz jugozapadnih Sjedinjenih Država s ciljem očuvanja pedigrea konja sa njihovih rančeva. Nakon pobede na izložbi Fort Vort iz 1941. godine i Hjustonskom stočnom šou i rodeu pastuv Vimpi koji je bio šampion počastvovan je prvim registarskim brojem, P-1. On je potomak osnivačkog ždrebca Old Sorela sa King ranča. Ostale konji koji su živeli u vreme osnivanja AKHA dobili su rane registracione brojeve, Džo Rid P-3, Čif P-5, Oklahoma Star P-6, Kauboj P-12, i Vagoners Rejni Dej P-13. Čistokrvnog trkačkog konja Tri Bars, koji je bio živ tokom ranih godina AKHA, Američka kvartalnokonjska dvorana slavnih je prepoznala kao jednog od značajnih začetnika pasmine kvartalnih konja. Ostali značajni punokrvni konji viđeni u ranim AKHA pedigreima su Rokit Bar, Top Dek i Dept Čadž.

## Literatura
- American Quarter Horse Association (1961). Official Stud Book and Registry Combined Books 1-2-3-4-5. Amarillo, TX: American Quarter Horse Association.
- Church, Stephanie L. (14. 9. 2006). „ACVIM 2006: Prevalence of PSSM in Quarter Horses”. The Horse Online News (# 7628). Архивирано из оригинала 6. 6. 2008. г. Приступљено 12. 6. 2008.
- Close, Pat (1994). Legends 2: Outstanding Quarter Horse Stallions and Mares. Colorado Springs: Western Horseman. ISBN 978-0-911647-30-3.
- Denhardt, Robert M. (1979). The Quarter Running Horse: America's Oldest Breed. Norman, OK: University of Oklahoma Press. ISBN 978-0-8061-1500-9.
- Mackay-Smith, Alexander (1983). The Colonial Quarter Race Horse. Richmond, VA: Whittet & Shepperson.
- Sellnow, Les (28. 5. 2007). „HERDA: DNA Tests Available for Disfiguring Skin Disease”. The Horse Online News. Приступљено 7. 5. 2007.
- Valberg SJ, Mickelson JR, Gallant EM, MacLeay JM, Lentz L, de la Corte F (jul 1999). „Exertional rhabdomyolysis in quarter horses and thoroughbreds: one syndrome, multiple aetiologies”. Equine Vet Journal Supplement. 30: 533—8. PMID 10659313. doi:10.1111/j.2042-3306.1999.tb05279.x.
- Wiggins, Walt (1978). The Great American Speedhorse: A Guide to Quarter Racing. New York: Sovereign Books. ISBN 978-0-671-18340-0.
- Denhardt, Robert Moorman (1997). Foundation Sires of the American Quarter Horse. University of Oklahoma Press. ISBN 978-0-8061-2947-1.
- Valberg SJ, Mickelson JR, Gallant EM, MacLeay JM, Lentz L, de la Corte F (1999). „Exertional rhabdomyolysis in quarter horses and thoroughbreds: one syndrome, multiple aetiologies”. Equine Vet J Suppl. 30 (30): 533—8. PMID 10659313. doi:10.1111/j.2042-3306.1999.tb05279.x.

## Spoljašnje veze
- Aleman M (2009). „Malignant Hyperthermia Associated with Ryanodine Receptor 1 (C7360G) Mutation in Quarter Horses”. Journal of Veterinary Internal Medicine. 23 (2): 329—334. PMID 19220734. doi:10.1111/j.1939-1676.2009.0274.x.
- Lenz, Tom R. „Heritable Diseases of the American Quarter Horse and Their Management” (PDF). Tom R. Lenz. Архивирано из оригинала (PDF) 9. 6. 2014. г. Приступљено 9. 9. 2019.
- „Malignant hyperthermia: a review”. ResearchGate (на језику: енглески). Приступљено 24. 8. 2019.